# Calicnemis obesa
Calicnemis obesa es una especie de coleóptero de la familia Scarabaeidae.
Habita en la Europa mediterránea occidental y el Magreb.